# Brian Lynch
Brian Robert Lynch (Point Pleasant, 12 giugno 1978) è un allenatore di pallacanestro ed ex cestista statunitense, professionista in Europa.
È il marito della tennista Kim Clijsters.

## Palmarès
- Campionato belga: 1

Bree: 2004-05